# Приче о речима
„Приче о речима” је југословенска телевизијска серија снимљена 2002. године у продукцији РТС.

## Улоге
| Глумац               | Улога |
| -------------------- | ----- |
| Александар Радојичић |       |
| Миодраг Радовановић  |       |
| Рената Улмански      |       |